# Államutódlás
Az államutódlás azt a jogutódlási folyamatot illetve annak az eredményét jelenti, amelynek során a jogelőd állam helyét részben vagy egėszben jogutód állam foglalja el. (Gyakran impériumváltásnak is nevezik.) Az államutódlás "valamely államnak egy másik állam által való felváltása a terület nemzetközi kapcsolataiért viselt felelősségben." 
Az államutódlás nem automatikus, mint pl. a polgári jogban az öröklés.
Az államutódlás szükségékppeni kérdése, vajon az elődállamnak a területtel kapcsolatos jogai és kötelezettségei átszállnak-e az utódállamra. Az államutódlással kapcsolatos nemzetközi jogi problémák közé tartoznak pl. az elődállam által között nemzetközi szerződések sorsa; az állami vagyon, az államadósság, a levéltárak átszállása, az állampolgársági kérdések, beleértve a kettős állampolgárásság és a hontalanság elkerülésének kérdését, továbbá a függőben levő peres és egyéb ügyek sorsa stb.
Az államutódlás során létrejövő állam elismerésének kérdése  a nemzetközi kapcsolatokban esetenként viták forrása. (pl.  Koszovó függetlenségét elismerő országok köre is csak az államok egy részére terjed ki.)